# La Paz (Anapoima)
La Paz es un centro poblado perteneciente al municipio de Anapoima, departamento de Cundinamarca, Colombia.
Está ubicada al sureste de la cabecera municipal del citado municipio a 9 km, sobre la Carretera Troncal del Tequendama. Está conurbanizada con el Centro poblado El Triunfo. Este administra este centro poblado, además del centro poblado Patio Bonito, y las veredas de Andalucía, La Esmeralda, La Esperanza, Golconda, Calichana y Panamá.